# Amathillopsis grevei
Amathillopsis grevei är en kräftdjursart. Amathillopsis grevei ingår i släktet Amathillopsis och familjen Amathillopsidae. Inga underarter finns listade i Catalogue of Life.